# 浜天神社 (掛川市)
浜天神社（はまてんじんじゃ）は静岡県掛川市にある神社。

## 由緒
浜部落東端にある天神社は菅原道真を祀る。元禄11年（1698年）とされるが、記録が残っていないためその由緒は明確でない。
旧大渕村には天神三社があるが、野賀、雨垂、浜の順に還座されている。菅公を学問の神とする信仰は平安時代に起こったが、さかんに祭られるようになったのは江戸時代に入ってからである。このような風潮のもとで、三社の天神社が江戸期に勧請創建せられたものと思われる。
。